# Nord e Sud (miniserie televisiva 2004)
Nord e Sud (North & South) è una miniserie televisiva britannica del 2004, diretta da Brian Percival e tratta dall'omonimo romanzo di Elizabeth Gaskell, pubblicato a puntate sulla rivista Household Words di Charles Dickens tra il 1854 e il 1855. È ambientata sullo sfondo dell'epoca vittoriana e della seconda rivoluzione industriale.
Prodotta dalla BBC e trasmessa nel Regno Unito dal 15 novembre al 5 dicembre 2004, in Italia è andata in onda in prima visione dal 24 novembre al 15 dicembre 2013 su LaF.

## Trama
La giovane Margaret Hale abbandona Helstone nel sud dell'Inghilterra per trasferirsi con i genitori Maria e Richard a nord, nella cittadina di Milton (Manchester), dopo che il padre, un pastore ecclesiastico, ha deciso di lasciare la chiesa e diventare un insegnante privato. Nella nuova città Margaret incontra John Thornton, uno degli allievi del padre e severo proprietario di un cotonificio, e alcuni operai, come il sindacalista Nicholas Higgins e sua figlia Bessy, affetta da pneumoconiosi. Intanto, la madre di Margaret, già malata, inizia a peggiorare. La ragazza manda una lettera in Spagna al fratello Frederick, un ufficiale navale coinvolto anni prima in un ammutinamento e che non può tornare in patria senza rischiare la vita, per informarlo che la donna è in fin di vita. Mentre Margaret si trova dai Thornton per prendere in prestito un materasso ad acqua per sua madre, gli operai, entrati in sciopero da un mese a causa del salario troppo basso, scatenano una rivolta: nel tentativo di proteggere Thornton dalla folla inferocita, Margaret viene colpita alla testa da un sasso. Pur non approvando Margaret perché la ritiene inferiore e arrogante, la signora Thornton acconsente a che il figlio chieda la sua mano dopo che la ragazza ha espresso così palesemente i sentimenti che prova per lui, difendendolo dai dimostranti: la proposta di matrimonio, però, viene rifiutata perché Margaret dice a Thornton di non ricambiare il suo amore e che avrebbe protetto chiunque.
Nel giro di poco tempo Bessy muore e la salute di Maria Hale peggiora ancora di più. Frederick arriva giusto in tempo per dirle addio, ma deve andarsene prima del funerale perché un uomo che lo conosce è a Milton: mentre fratello e sorella si salutano la sera in stazione, vengono visti da Thornton, che si convince che la ragazza abbia un amante. Higgins chiede lavoro a Thornton e con lui elabora l'idea di aprire una mensa per gli operai, ma, a causa delle gravi perdite subìte in seguito allo sciopero, Thornton si vede costretto a chiudere la fabbrica poco dopo. In primavera, il signor Hale parte per Oxford, dove muore improvvisamente. Dopo il funerale, Margaret si trasferisce a Londra dalla zia e il suo padrino le lascia tutta la sua fortuna quando scopre di avere una malattia terminale: Margaret diventa così la proprietaria del terreno su cui sorge la fabbrica di Thornton. Quest'ultimo, avendo scoperto la verità su Frederick da Higgins, si reca a Helstone per vedere dove Margaret era cresciuta e la casa della ragazza e, sulla strada del ritorno, la incontra mentre Margaret sta tornando da una visita a Milton. Margaret gli propone di prestargli il denaro necessario per riaprire la fabbrica, lui è commosso dall'aiuto che la ragazza gli offre e le chiede ancora una volta di sposarlo. La coppia si bacia e Margaret riparte per Milton con Thornton.